# Stazione meteorologica di Sappada
La stazione meteorologica di Sappada è la stazione meteorologica di riferimento relativa alla località di Sappada.

## Coordinate geografiche
La stazione meteorologica è situata nell'Italia nord-orientale, nel Friuli-Venezia Giulia, in provincia di Udine, nel comune di Sappada,  a 1.217 metri s.l.m. e alle coordinate geografiche 46°20′N 12°25′E.

## Dati climatologici
Secondo i dati medi del trentennio 1961-1990, la temperatura media del mese più freddo, gennaio, si attesta a -4,7 °C, mentre quella del mese più caldo, luglio, è di +14,6 °C .
| Sappada            | Mesi  | Mesi | Mesi | Mesi | Mesi | Mesi | Mesi | Mesi | Mesi | Mesi | Mesi | Mesi | Stagioni | Stagioni | Stagioni | Stagioni | Anno |
| Sappada            | Gen   | Feb  | Mar  | Apr  | Mag  | Giu  | Lug  | Ago  | Set  | Ott  | Nov  | Dic  | Inv      | Pri      | Est      | Aut      | Anno |
| ------------------ | ----- | ---- | ---- | ---- | ---- | ---- | ---- | ---- | ---- | ---- | ---- | ---- | -------- | -------- | -------- | -------- | ---- |
| T. max. media (°C) | 0,9   | 3,7  | 6,5  | 10,2 | 14,6 | 18,4 | 20,5 | 20,0 | 17,8 | 13,1 | 5,9  | 1,1  | 1,9      | 10,4     | 19,6     | 12,3     | 11,1 |
| T. min. media (°C) | −10,4 | −8,9 | −5,2 | −1,1 | 3,2  | 7,2  | 8,6  | 8,6  | 6,0  | 1,2  | −3,3 | −8,6 | −9,3     | −1,0     | 8,1      | 1,3      | −0,2 |